# Rompimiento de gloria

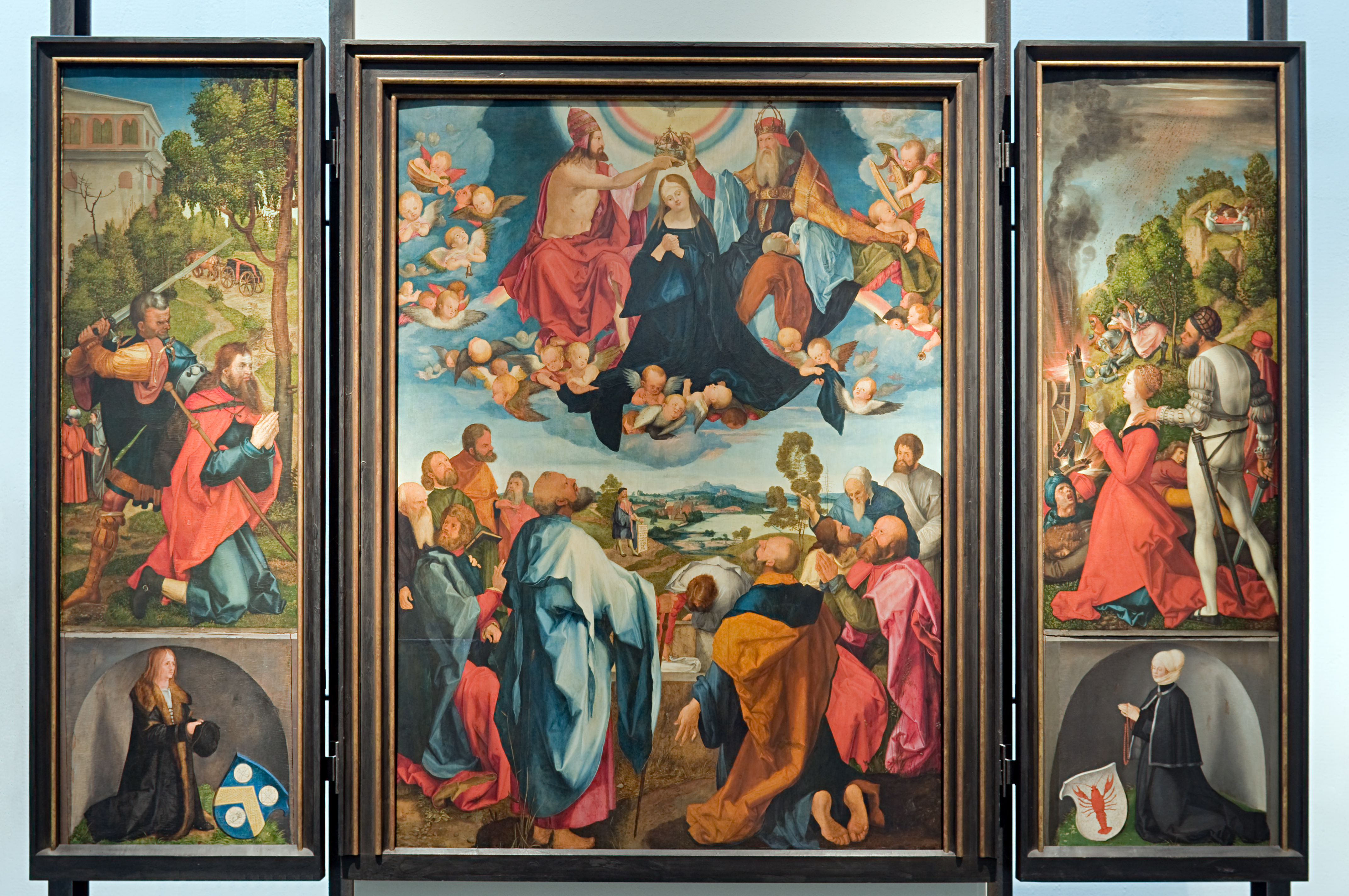
Retablo Heller, de Durero.

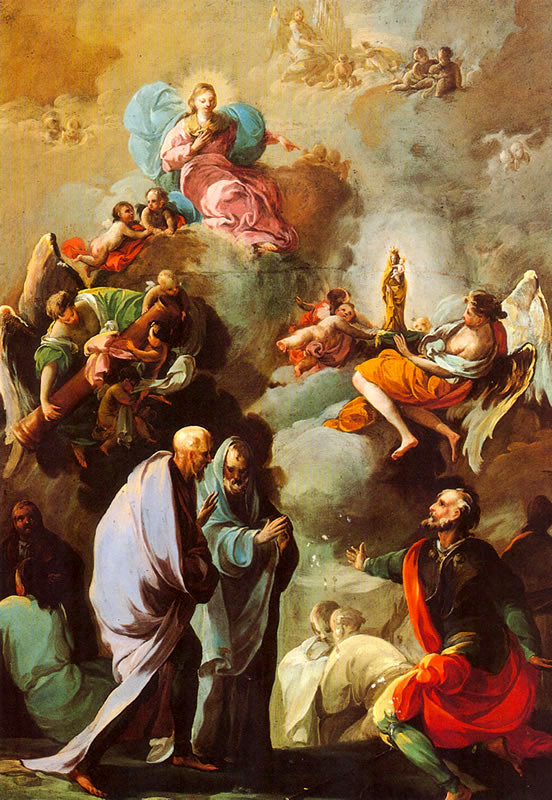
Aparición de la Virgen del Pilar a Santiago y a sus discípulos zaragozanos, de Francisco de Goya.

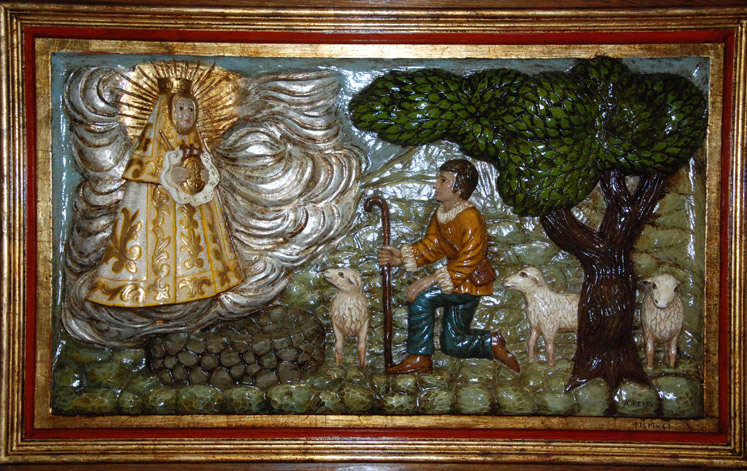
Imagen popular de la Virgen de las Cruces.

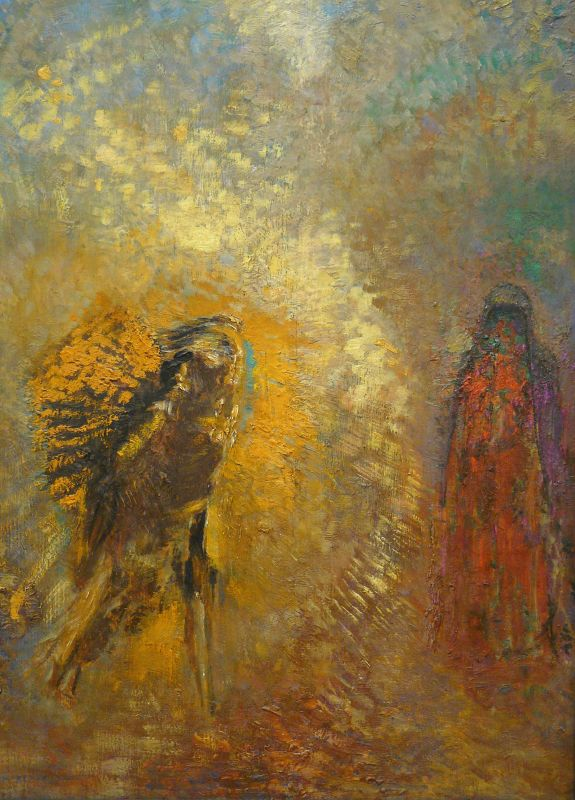
Aparición, de Odilon Redon.

Rompimiento de gloria es un término pictórico que hace referencia a un recurso muy habitual en el arte cristiano: la representación del plano espiritual sobre el plano terrenal mediante una ficción de perspectiva ("rompimiento" es la profundidad que se finge en un cuadro, de suerte que desmiente o parece que rompe la superficie).
El efecto buscado es hacer aparecer la Gloria con las figuras de Cristo, la Virgen María o los santos; marcando una separación mediante un grupo de nubes, ráfagas, ángeles y serafines (...) la respiración de un celaje.
Se acomoda particularmente a la representación de apariciones y visiones beatíficas, y a episodios como el Bautismo de Jesús, la Anunciación a la Virgen o la Anunciación a los pastores, y determinadas tipologías de la Trinidad. Es consustancial al tema denominado Virgen en gloria.

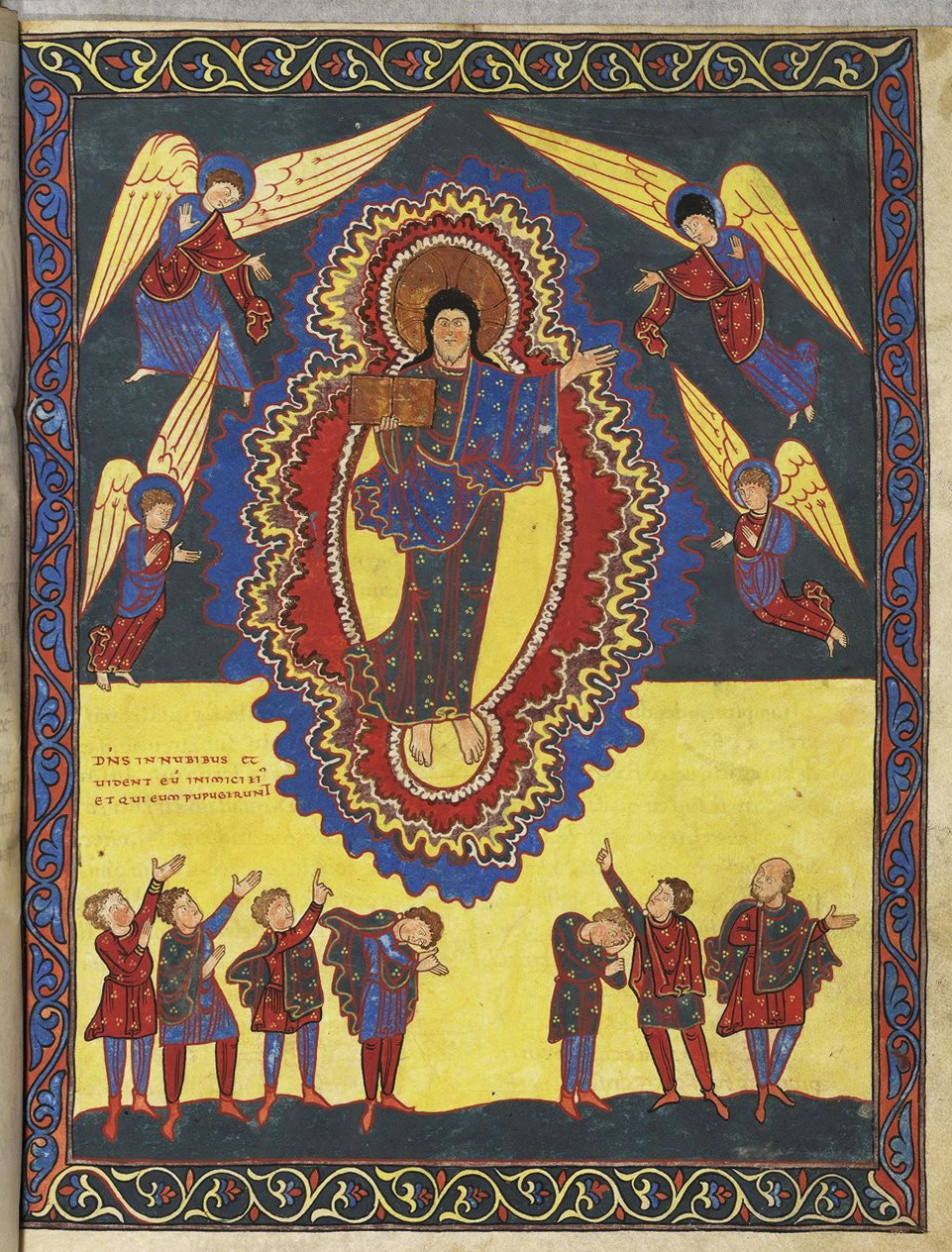
Ilustración del Beato de Saint-Sever. La aparición de Jesucristo se representa con una mandorla modificada, cuyas ondulaciones se asemejan a las nubes de un rompimiento de gloria.
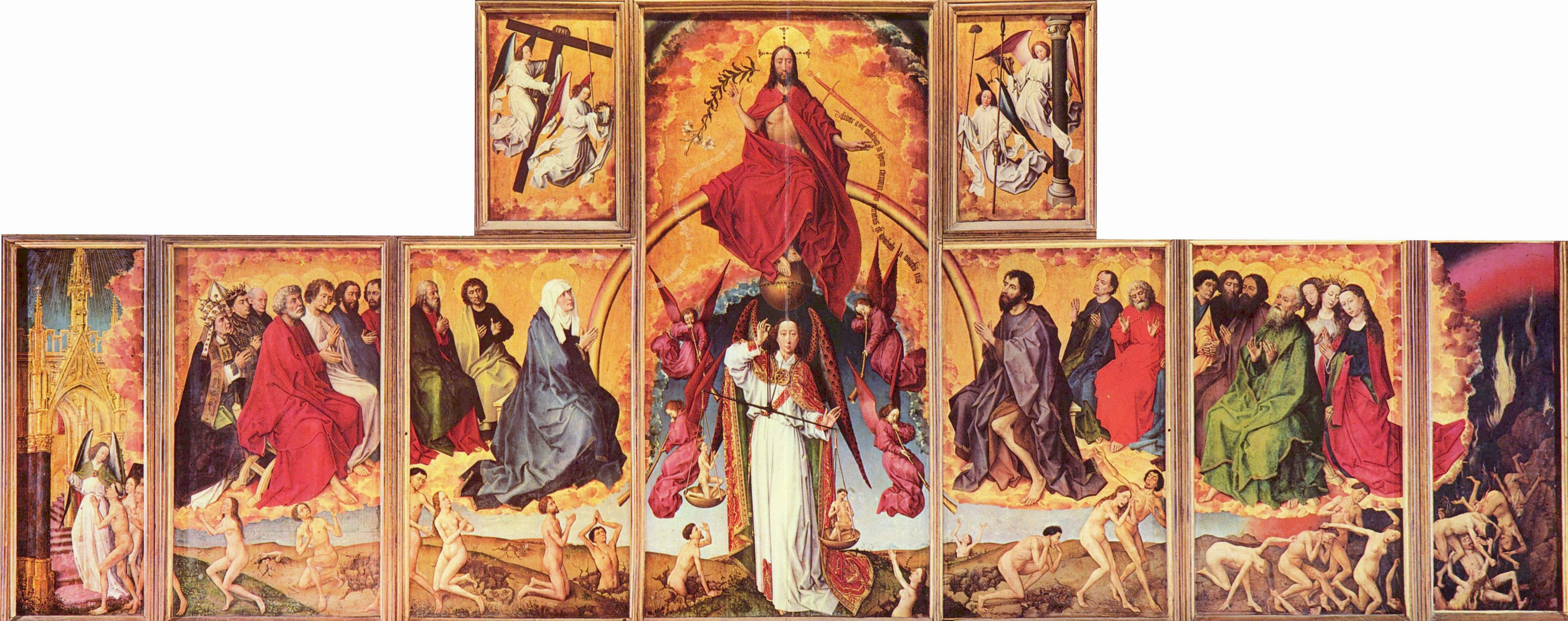
Políptico del juicio final, de Van der Weyden.
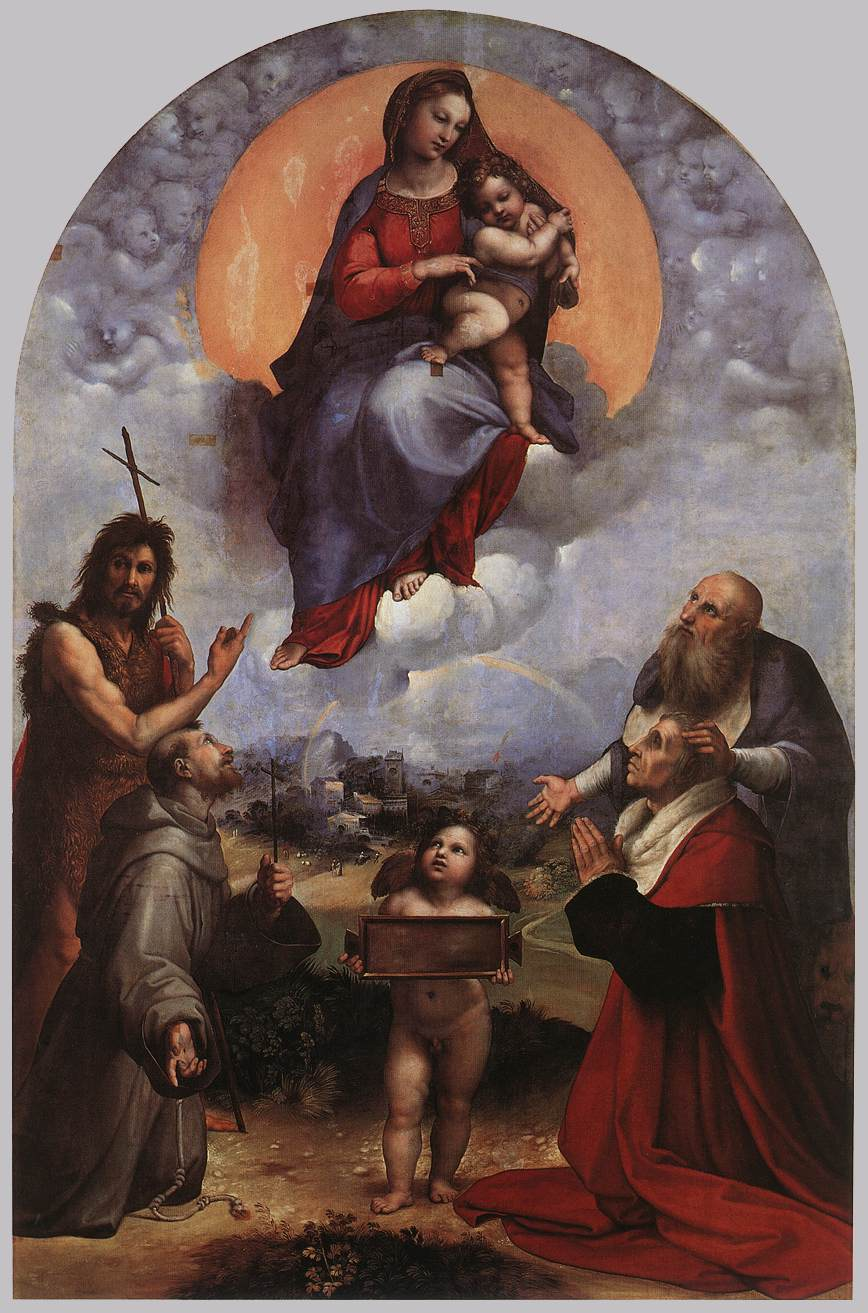
Madonna di Foligno, de Rafael.
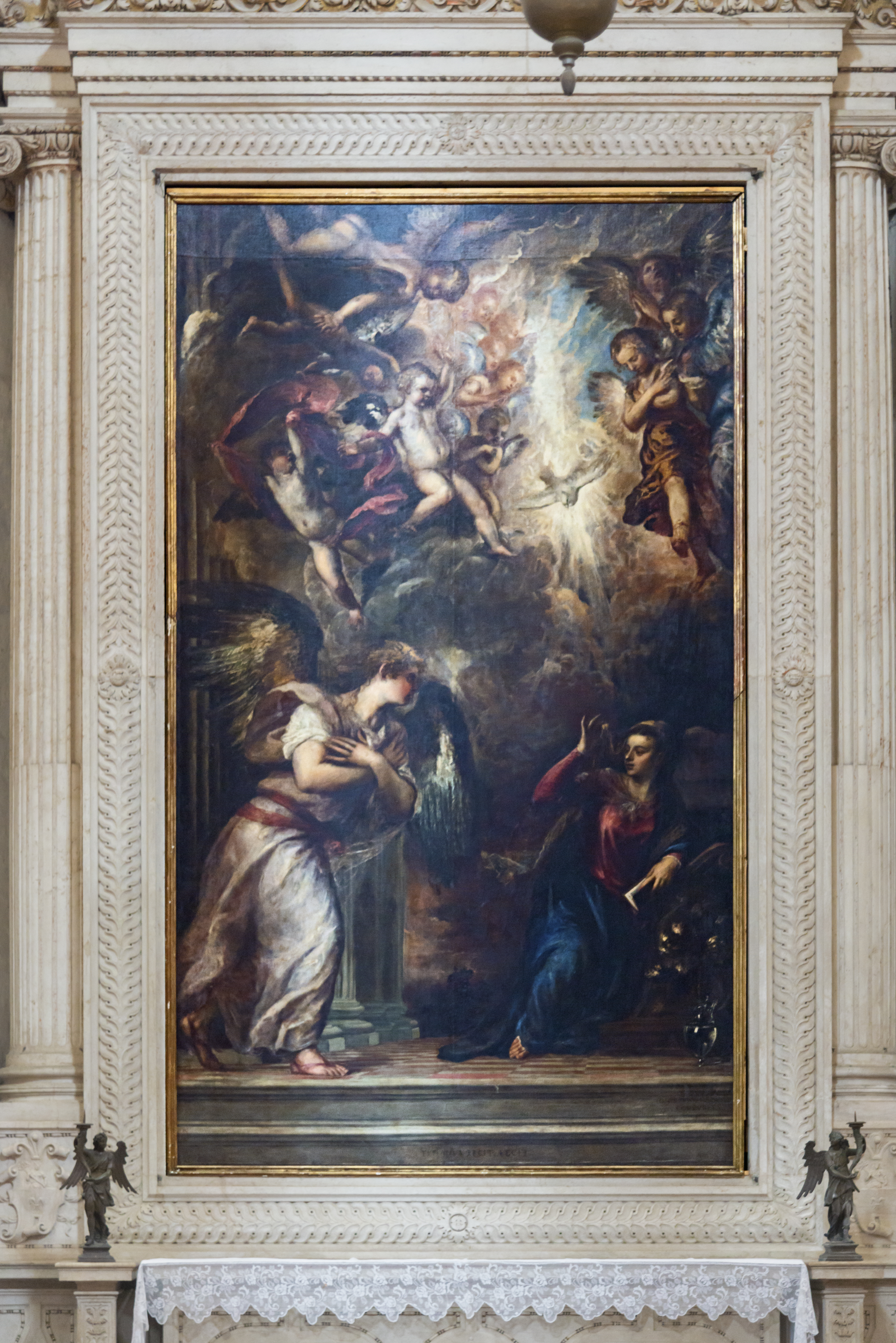
Anunciación, de Tiziano.
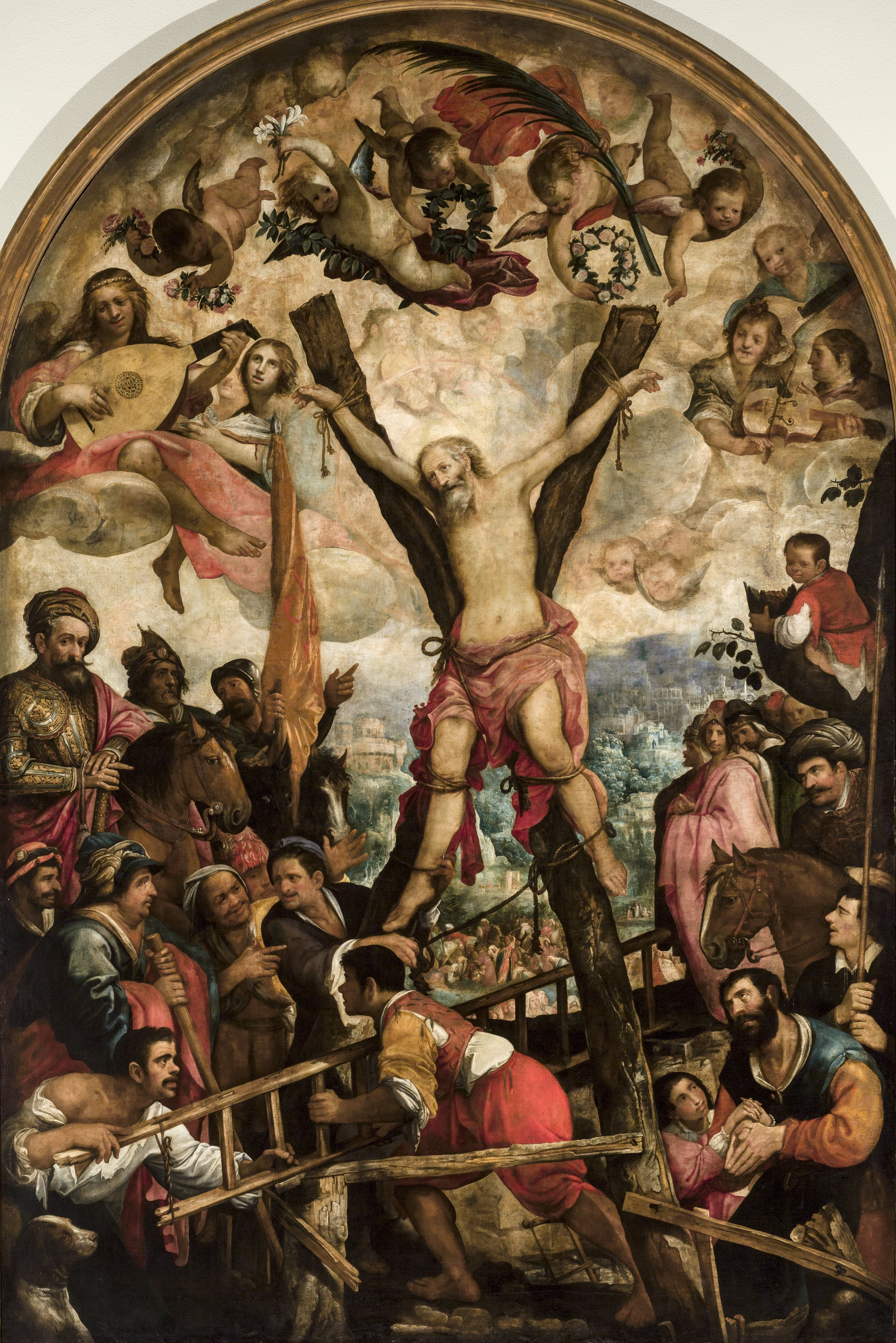
Martirio de San Andrés, de Juan de Roelas.
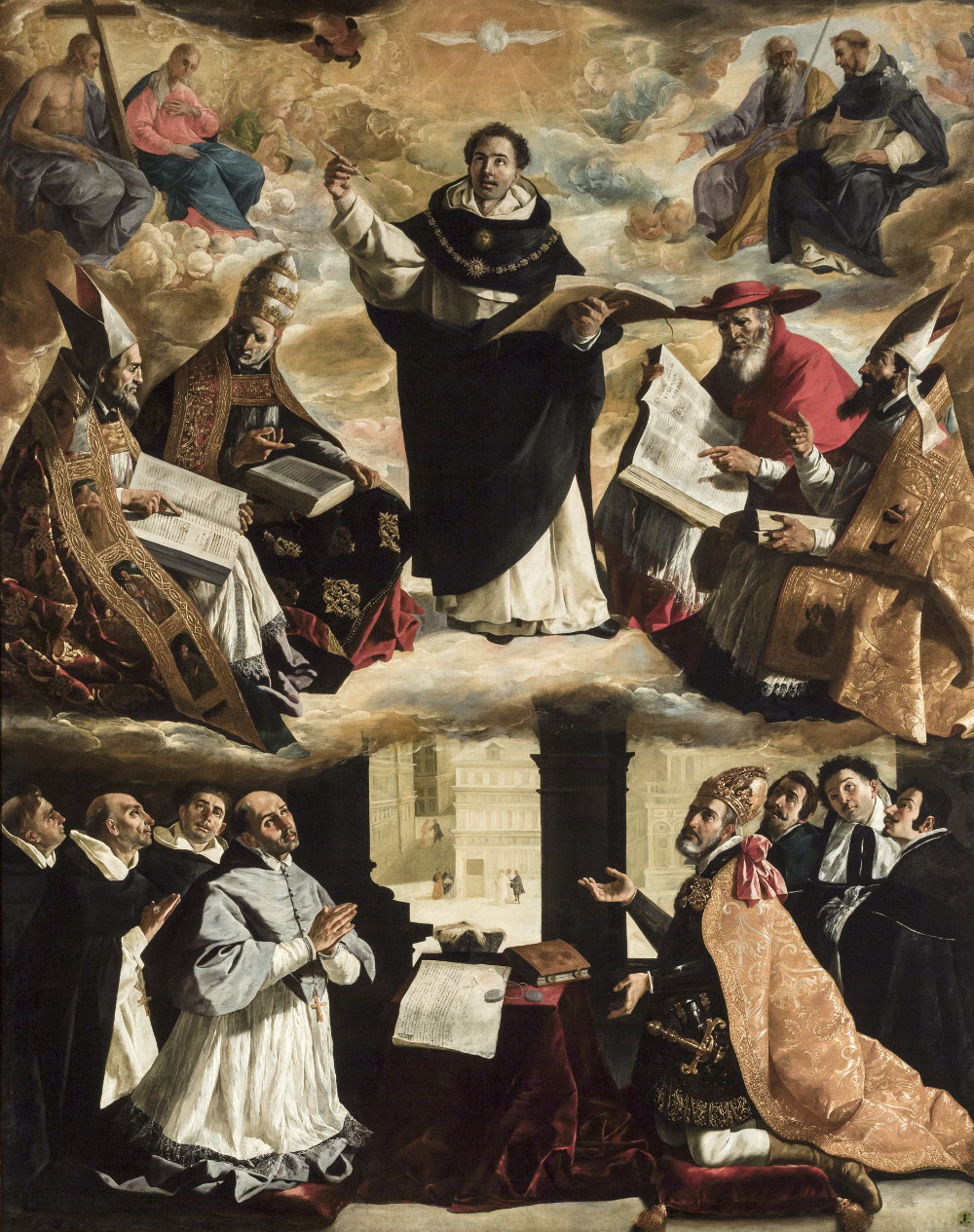
Apoteosis de santo Tomás de Aquino, de Zurbarán.
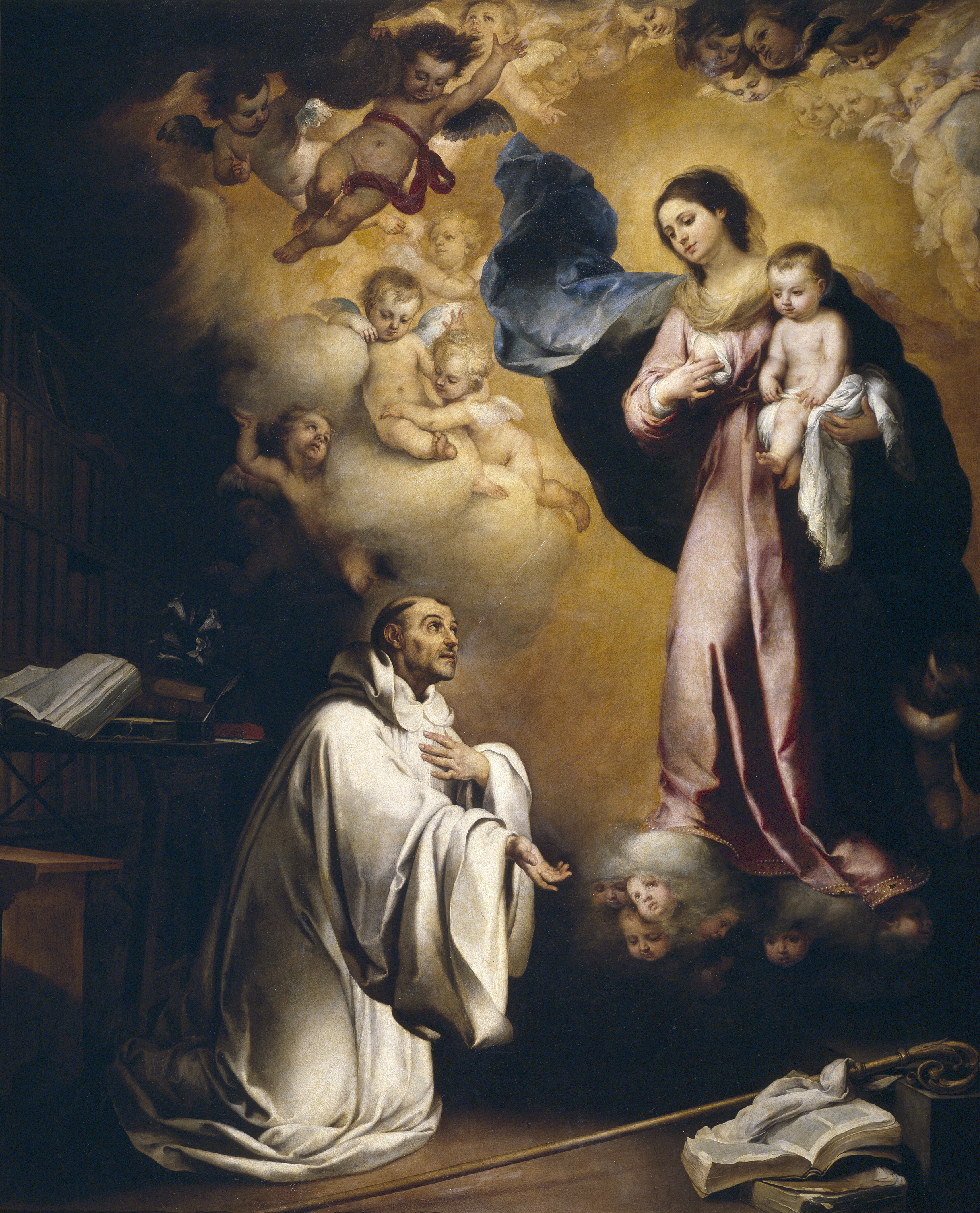
Aparición de la Virgen a san Bernardo, de Murillo.
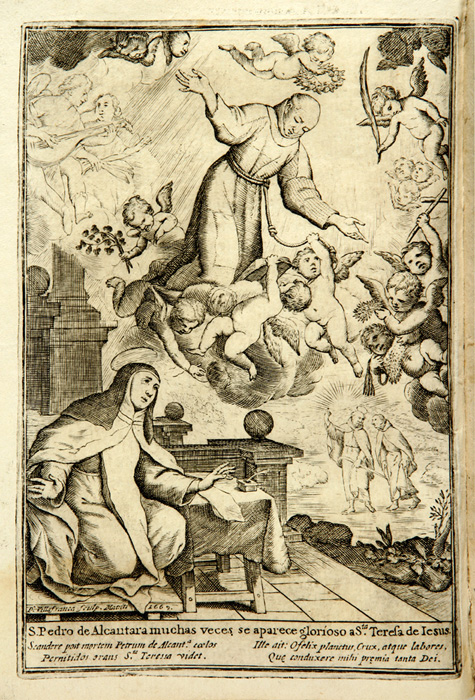
Aparición de San Pedro Alcántara a Santa Teresa de Jesús, de Pedro de Villafranca.
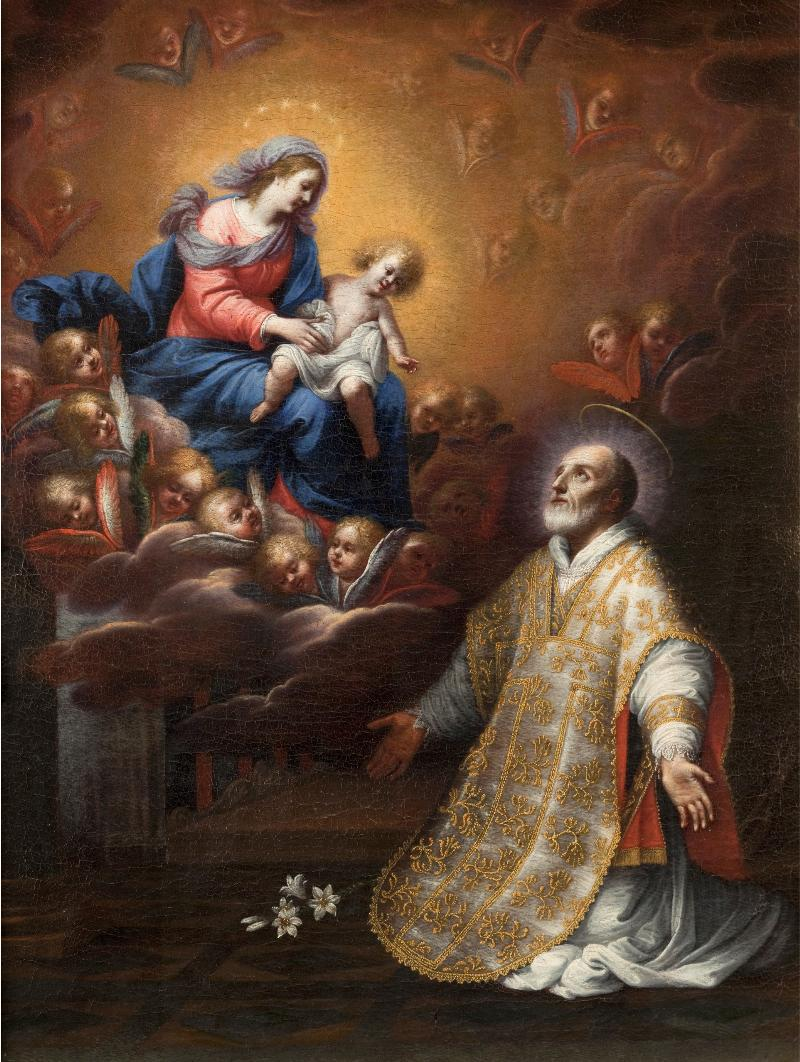
Aparición de la Virgen a San Felipe Neri, de Mario Balassi.
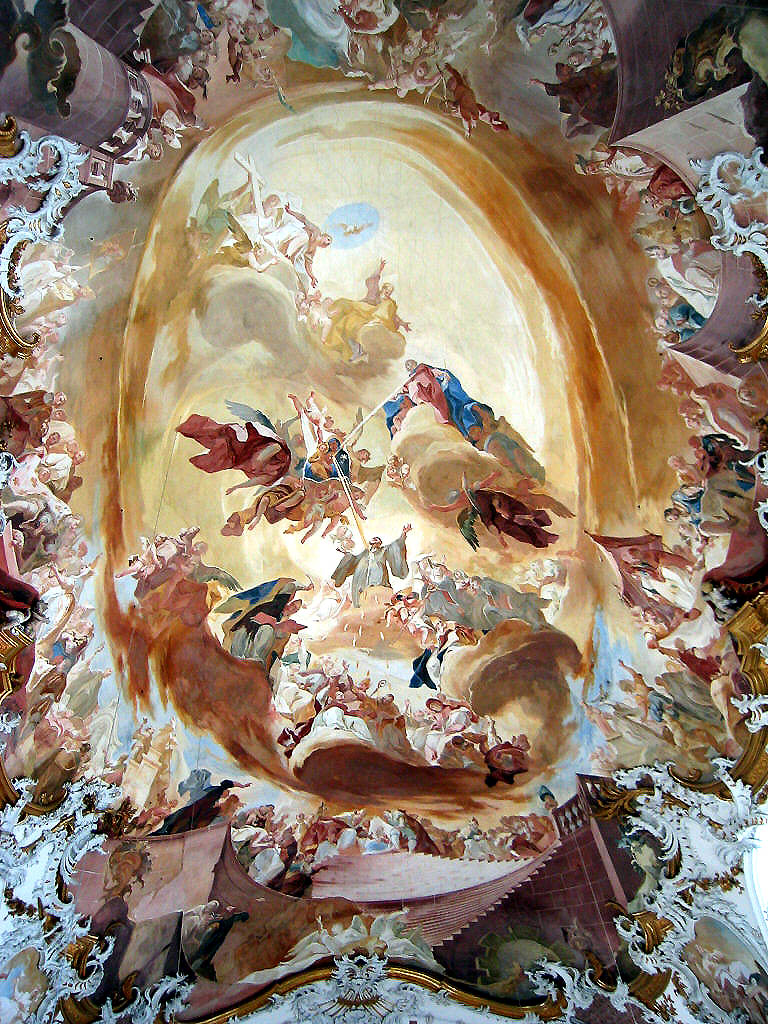
Trampantojo de la abadía de Zwiefalten, de Franz Joseph Spiegler, 1728-1753.

Particularmente notables son los "rompimientos de gloria" de los cuadros de El Greco.

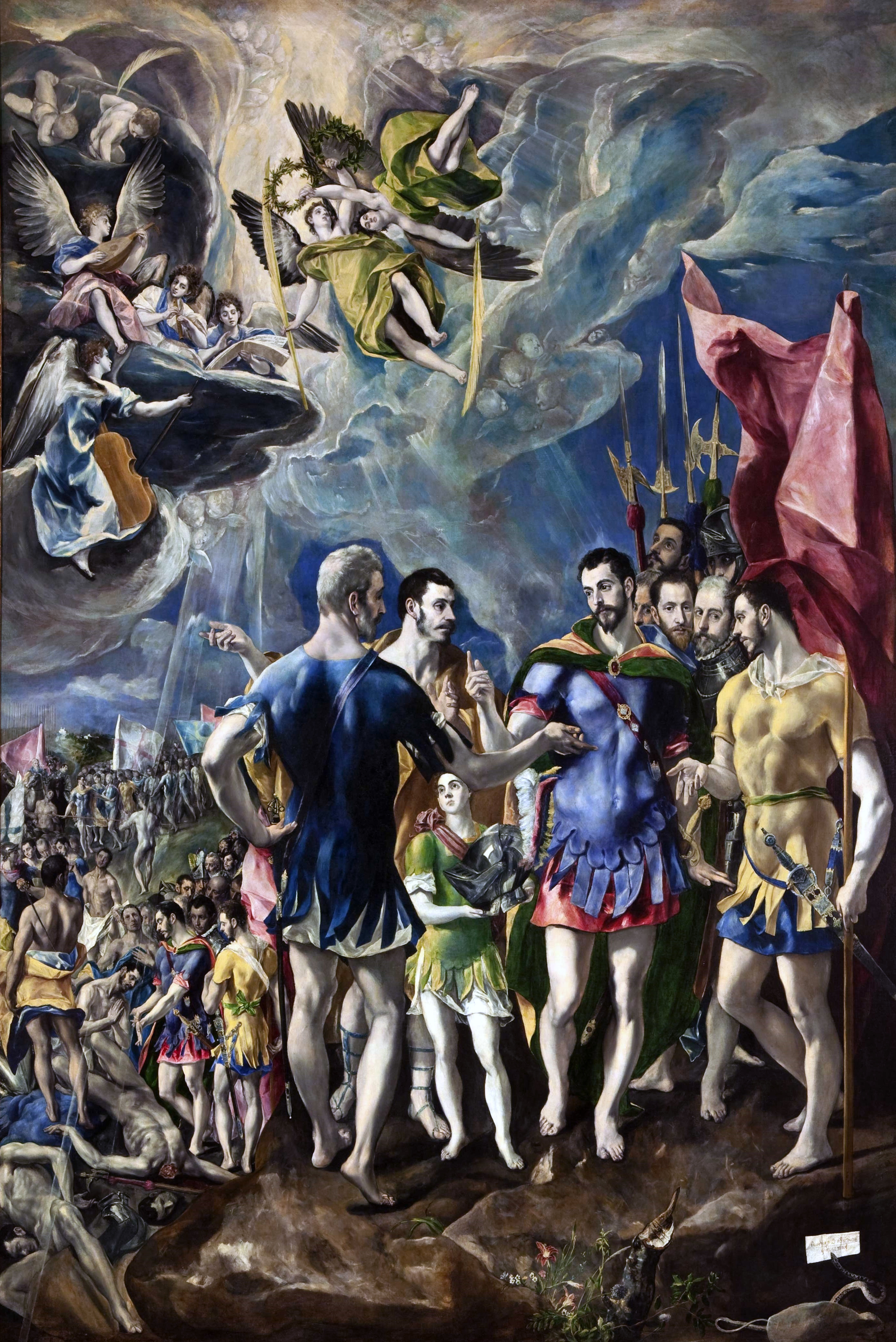
El martirio de san Mauricio
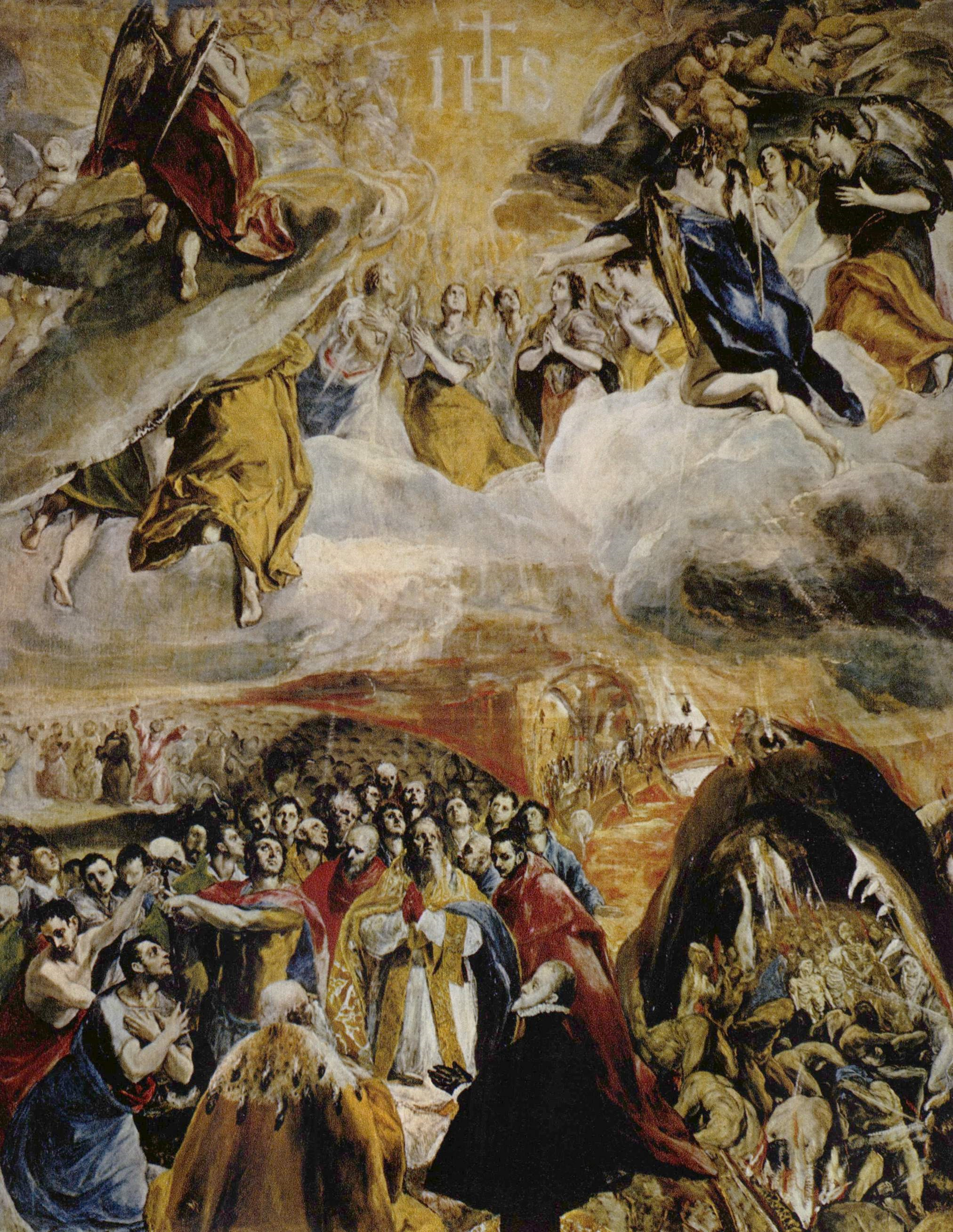
Adoración del nombre de Jesús
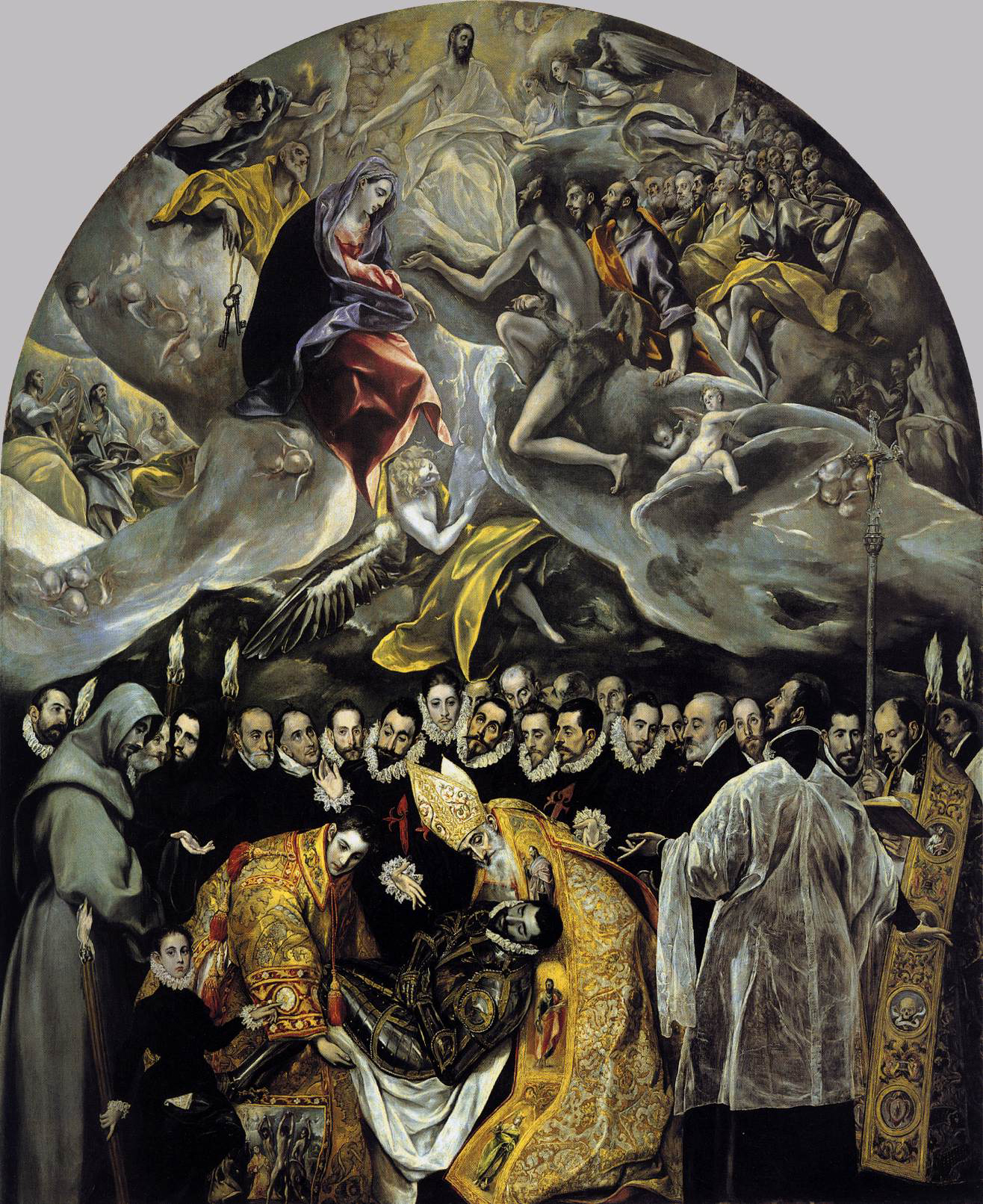
El entierro del conde de Orgaz
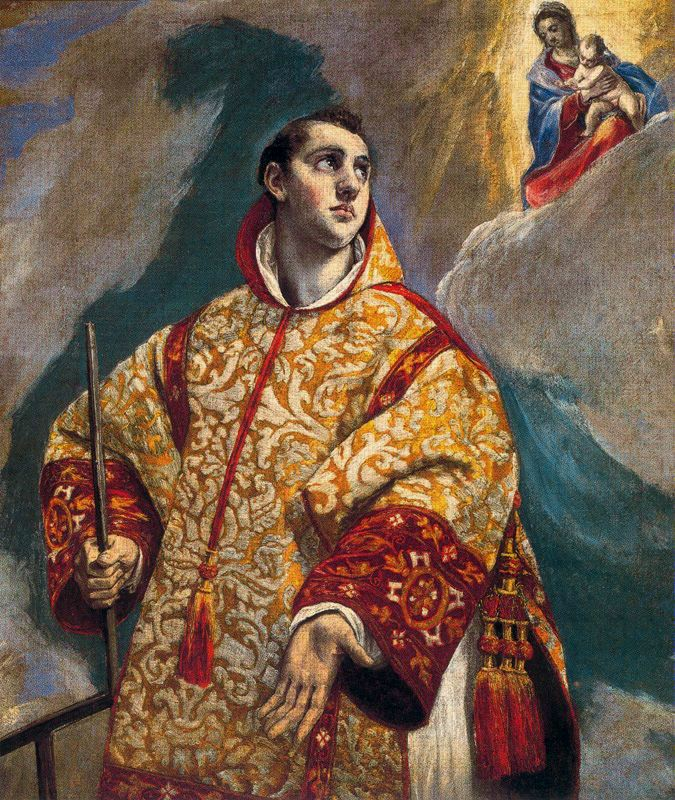
Aparición de la Virgen a san Lorenzo
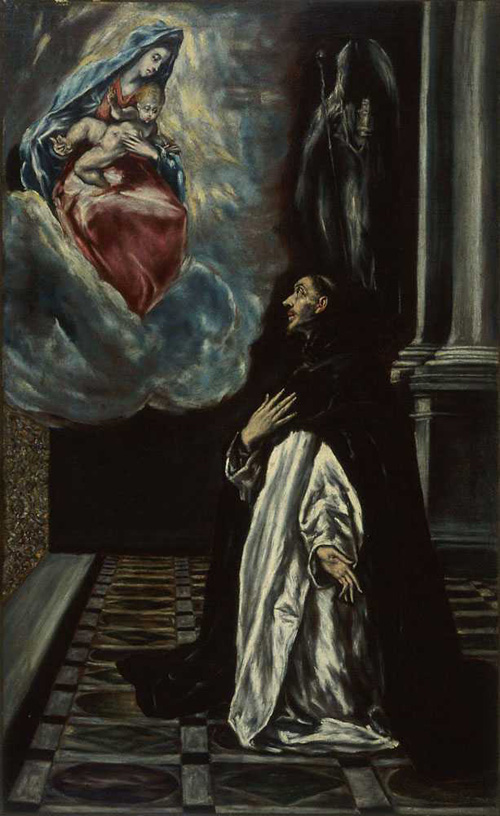
Aparición de la Virgen a san Jacinto
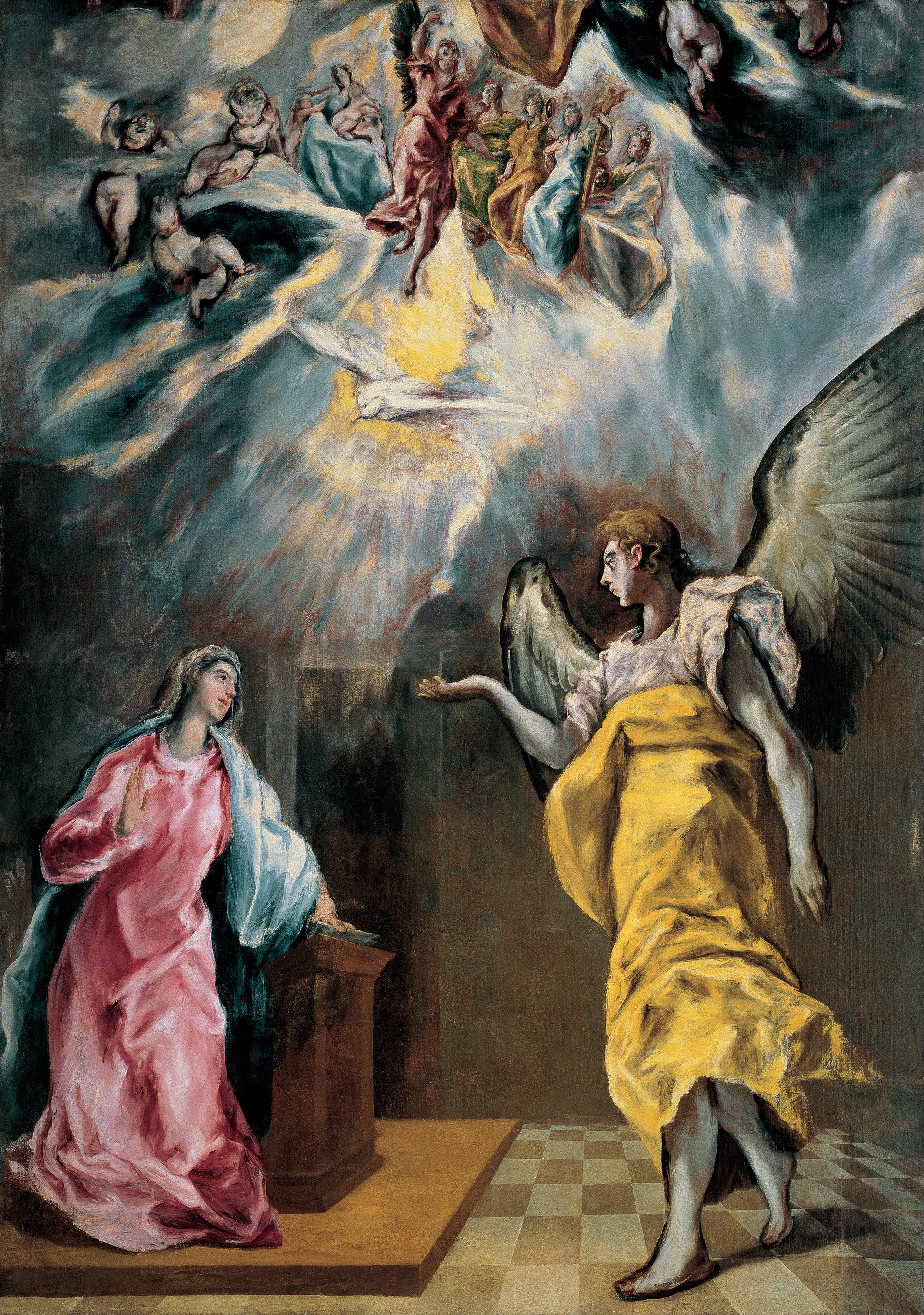
La anunciación (El Greco, Madrid)
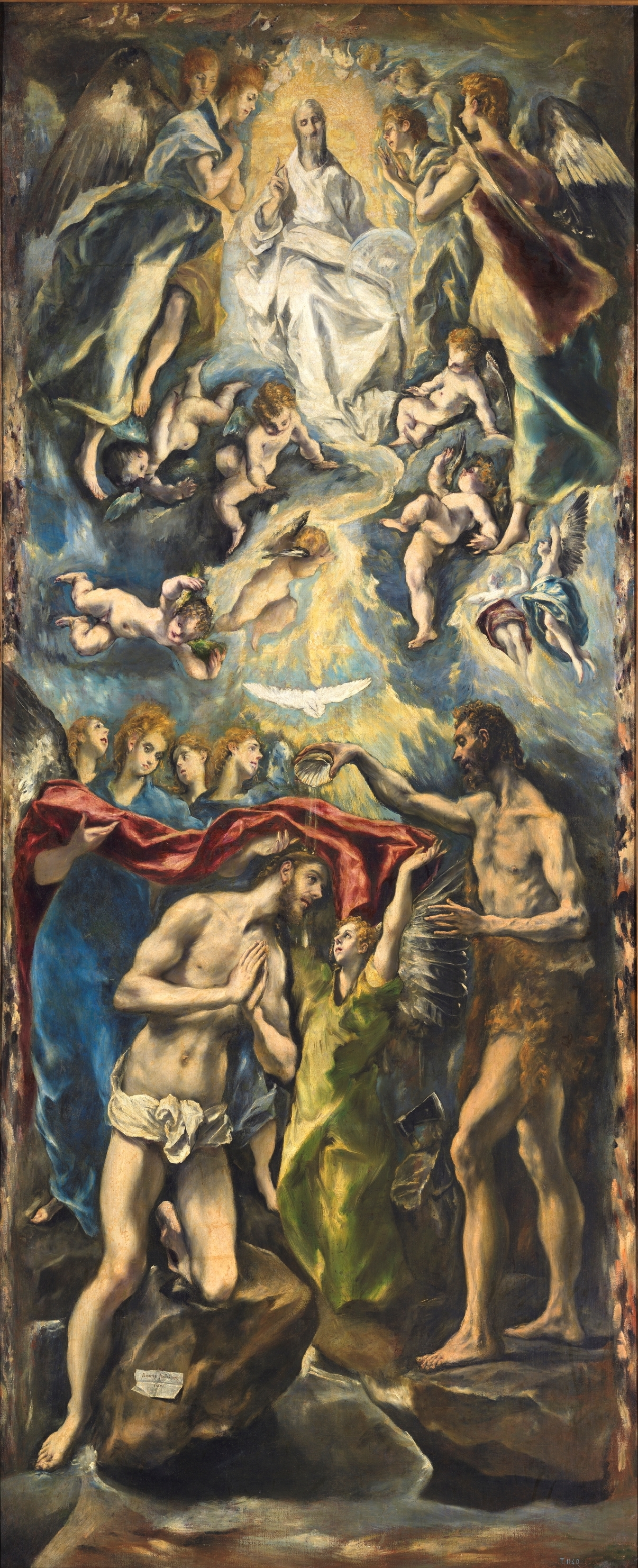
El bautismo de Cristo (El Greco, Museo del Prado)

## Escultura
La representación de un rompimiento de gloria en escultura representa un particular desafío técnico.

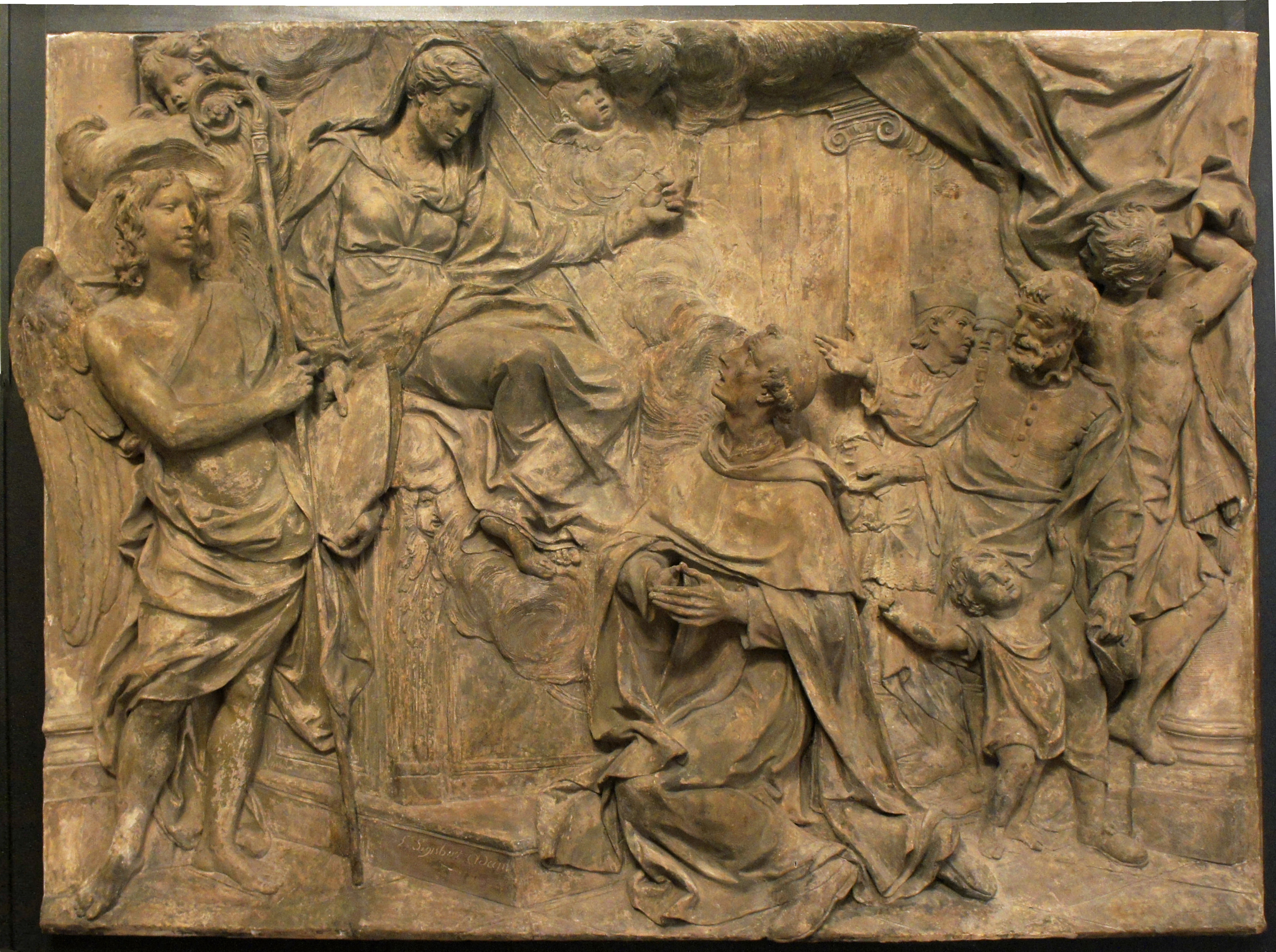
Aparición de la Virgen, de Sigisbert Adam.
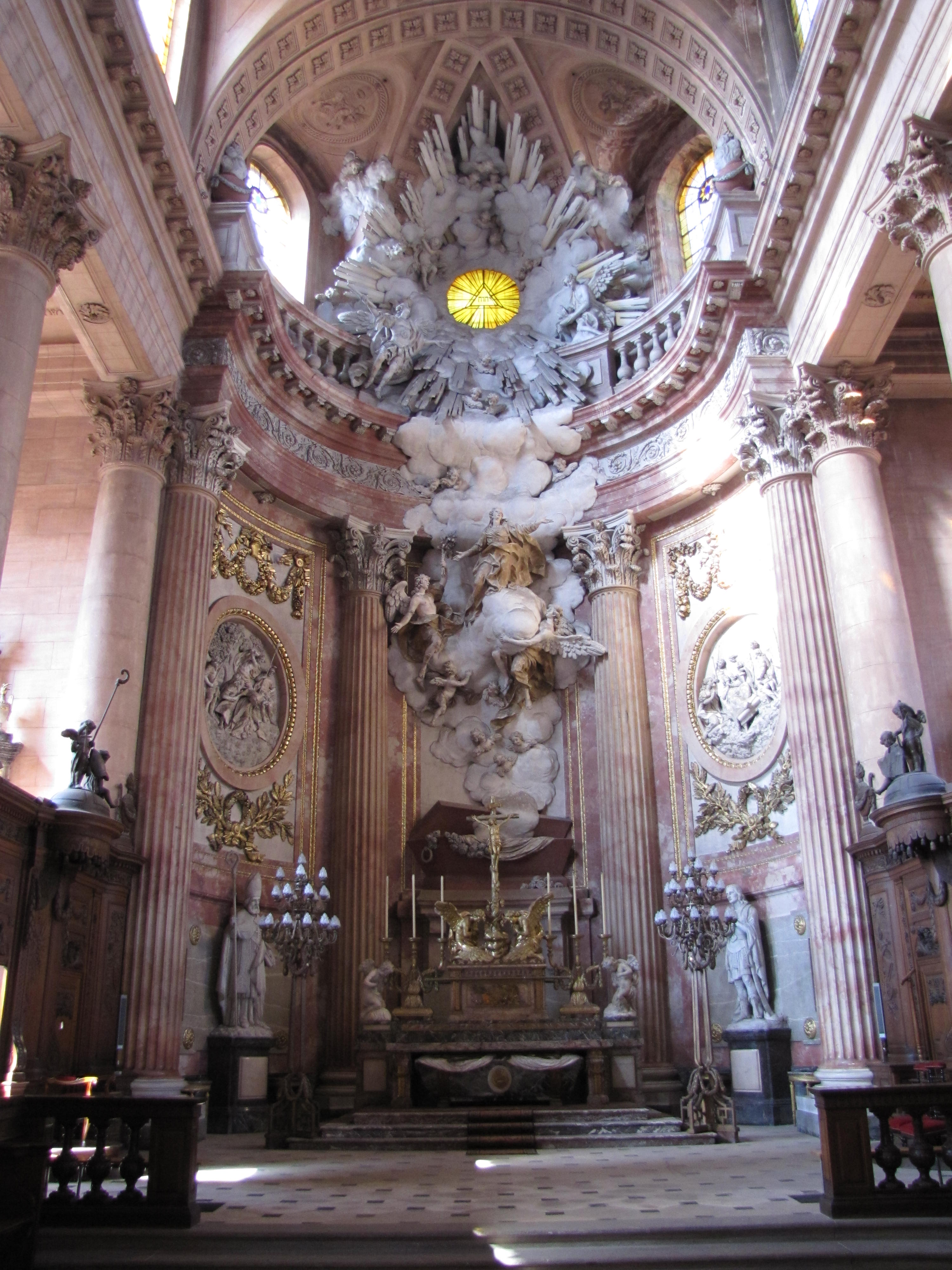
Iglesia abacial de Nuestra Señora de Guebwiller, de Fidèle Sporer 1768-1785.
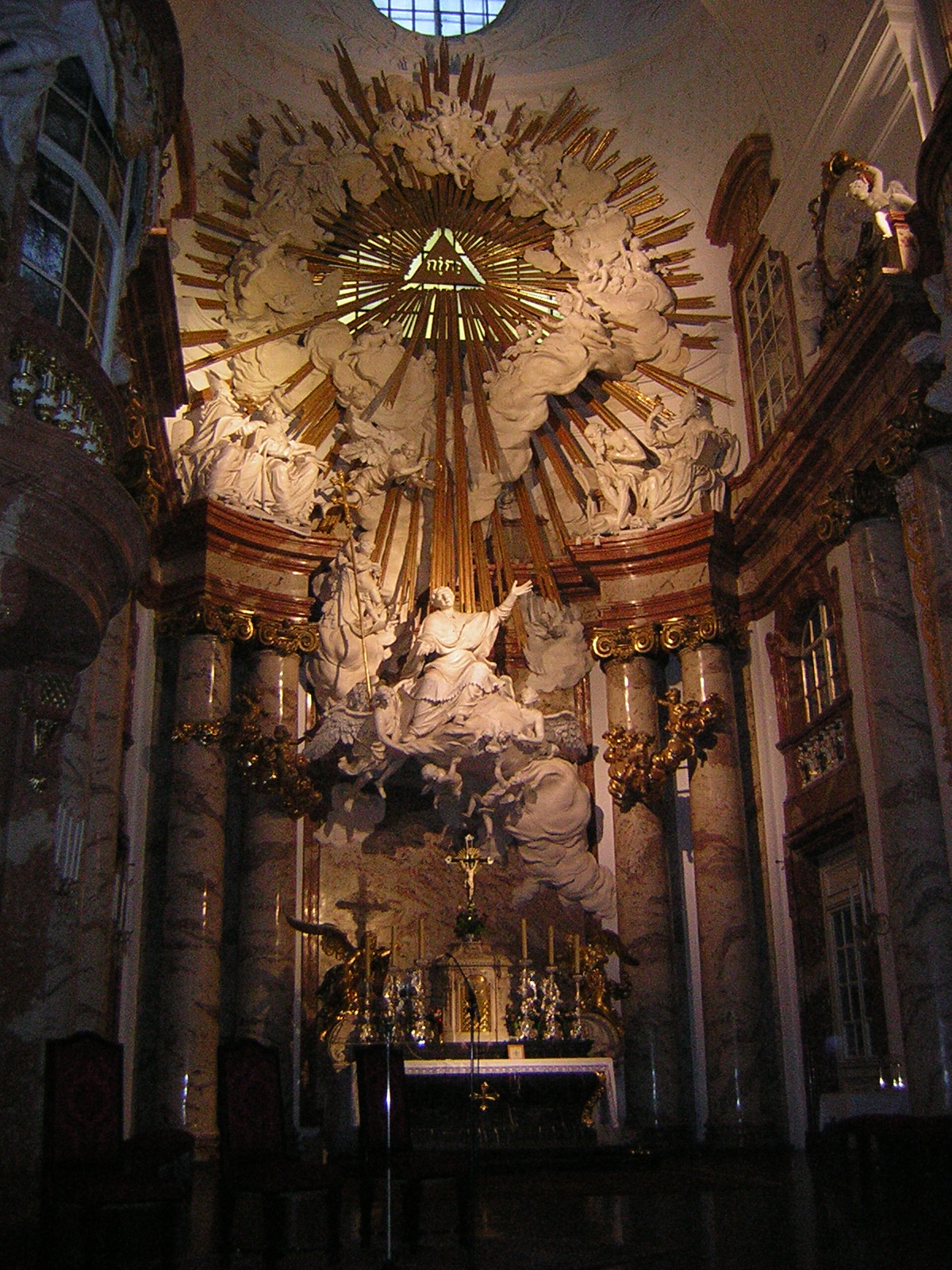
Karlskirche de Viena.